# Al-Quwa Al-Jawiyastadion
Al-Quwa Al-Jawiya Stadion is een multifunctioneel stadion in de Iraakse hoofdstad Bagdad, waar voornamelijk voetbalwedstrijden worden gespeeld. Het is de thuisbasis van Al-Quwa Al-Jawiya
Het stadion heeft een capaciteit van 10.000 toeschouwers.